# Kość przedczołowa

Na czaszce dromeozaura kość przedczołową (prefrontal) zaznaczono kolorem żółto-zielonym

Kość przedczołowa (łac. os prefrontale) – kość oddzielająca kość łzową od kości czołowej.
Pojawiła się u płazów. Utraciły ją celurozaury i ssakokształtne, skutkiem czego nie mają jej ptaki oraz ssaki.